# Oekraïense autocefale Orthodoxe Kerk
De Oekraïense autocefale Orthodoxe Kerk (Oekraïens: Українська автокефальна православна церква, Oekraijnska avtokefalina pravoslavna tserkva) was een van de oosters-orthodoxe kerken in Oekraïne. Ze bestond naast de Oekraïens-Orthodoxe Kerk patriarchaat van Moskou en de Oekraïens-Orthodoxe Kerk patriarchaat van Kiev.

## Geschiedenis
Nadat op 25 januari 1918 de eerste onafhankelijke Oekraïense staat, de Oekraïense Volksrepubliek, was uitgeroepen, streefden Oekraïense geestelijken naar een autocefale orthodoxe kerk, zoals past bij een onafhankelijk land. De Russisch-Orthodoxe Kerk verklaarde zich in een besluit van september 1918 akkoord met een eigen orthodoxe kerk. De toestand was te chaotisch om zo’n kerk van de grond te krijgen. De bolsjewieken, die als overwinnaar uit de burgeroorlog tevoorschijn kwamen, wilden echter de Russisch-Orthodoxe Kerk verzwakken en stonden daarom in eerste instantie welwillend tegenover een aparte Oekraïense kerk. De eerste autocefale Oekraïense kerk werd in mei 1920 in Kiev opgericht en koos in oktober 1921 Vasyl Lypkivskyj tot eerste metropoliet. Omdat hij niet de officiële erkenning van een patriarch had verkregen, werd hij door ‘handoplegging’ gewijd door een groep priesters en leken. Die procedure was niet in overeenstemming met het orthodoxe canoniek recht. De eerste Oekraïense autocefale Orthodoxe Kerk werd dan ook niet erkend door andere orthodoxe kerken. Niettemin waren in het midden van de jaren twintig van de 20e eeuw naar eigen opgaven zes miljoen mensen lid van de kerk, die 1000 parochies met 1500 priesters en 30 bisschoppen telde. De kerk accepteerde de scheiding tussen kerk en staat en hield diensten in het Oekraïens in plaats van het Kerkslavisch. De besluitvorming binnen de kerk werd niet van bovenaf opgelegd, maar was georganiseerd via een systeem van sobors, vergaderingen waaraan geestelijken en leken deelnamen. Voor de samenstelling werden verkiezingen gehouden.
De Sovjetautoriteiten begonnen de kerk, die ze verdachten van sympathie voor een onafhankelijk Oekraïne, steeds meer te wantrouwen. In 1926 werd Lypkivskyj gearresteerd en onder huisarrest geplaatst. Het jaar daarop werd hij gedwongen af te treden. In dat jaar had waarnemend patriarch Sergius (later, in de jaren 1943-1944, patriarch) van de Russisch-Orthodoxe Kerk een verklaring doen uitgaan waarin hij de gelovigen opriep zich als loyale Sovjetburgers te gedragen. Daarmee lag de weg open voor verbetering van de betrekkingen tussen de Russisch-Orthodoxe Kerk en de Sovjetstaat. De Oekraïense autocefale Orthodoxe Kerk werd daarvan het slachtoffer. In 1930 dwongen de Sovjetautoriteiten een sobor tot het besluit de kerk op te heffen. In de volgende jaren werden de parochies die trouw bleven aan de kerk gezuiverd. Veel priesters en gelovigen werden geëxecuteerd of naar werkkampen verbannen. De Oekraïense kerk ging op in de Russisch-Orthodoxe Kerk. 
De kerk bleef actief onder Oekraïners buiten de Sovjet-Unie. Tijdens de Tweede Wereldoorlog, toen Oekraïne voor het overgrote deel door nazi-Duitsland was bezet, mocht de kerk haar werkzaamheden in Oekraïne hervatten. Daarbij ondervond ze concurrentie van een nieuw opgerichte kerk, de Oekraïense Autonome Orthodoxe Kerk.
Na de oorlog ging de kerk weer in ballingschap. In de aanloop naar de hernieuwde onafhankelijkheid van Oekraïne scheidden enkele parochies in de Oekraïense Socialistische Sovjetrepubliek zich af van de Russisch-Orthodoxe Kerk en sloten  zich aan bij de Oekraïense autocefale Orthodoxe Kerk. In 1989 ontstond een formeel verband en in 1990 koos de kerk haar eigen patriarch, Mstyslav (Skrypnyk), afkomstig uit de Oekraïens-Orthodoxe Kerk van de Verenigde Staten. De kerk werd echter niet erkend door andere orthodoxe kerken.
In 1992 fuseerde de kerk kortstondig met de Oekraïens-Orthodoxe Kerk patriarchaat van Kiev met Mstyslav als Patriarch van Kiev en heel Oekraïne, maar na de dood van Mstyslav in 1993 gingen beide kerken weer hun eigen weg.
De Oekraïens Autocefale Orthodoxe Kerk had vooral aanhang in het midden van het land.
In Canada en de Verenigde Staten behoren nog enkele parochies tot deze kerk, maar de meeste parochies aldaar hebben zich gereorganiseerd in de Oekraïens Orthodoxe Kerk van Canada en de Oekraïens Orthodoxe Kerk van de Verenigde Staten en vallen onder de jurisdictie van het Oecumenisch Patriarchaat.

## Kerkfusie
Op 15 december 2018 besliste een concilie in Kiev, bestaande uit vertegenwoordigers van de Oekraïens-Orthodoxe Kerk patriarchaat van Kiev en de Oekraïense autocefale Orthodoxe Kerk en twee vertegenwoordigers van de Oekraïens-Orthodoxe Kerk patriarchaat van Moskou (die het concilie officieel boycotte), tot een fusie. Zo ontstond een nieuwe Oekraïens-Orthodoxe Kerk. Het Oecumenisch patriarchaat van Constantinopel erkende de nieuwe kerk als autocefaal op 5 januari 2019. De Russisch-Orthodoxe Kerk en de Oekraïens-Orthodoxe Kerk patriarchaat van Moskou erkennen de nieuwe kerk niet. Wel stapten diverse parochies van de Moskougezinde kerk over naar de nieuwe kerk. Op 17 januari 2019 bepaalde het Oekraïense parlement dat de kerk die onder het patriarchaat Moskou wil blijven vallen, in elk geval het woord ‘Russisch’ in haar naam moet opnemen.
Het is nog niet duidelijk hoeveel gelovigen zullen kiezen voor het patriarchaat van Kiev of het patriarchaat van Moskou en hoe de verdeling van de kerkgebouwen geregeld gaat worden.